# حزب خلق لهستان
حزب خلق لهستان (لهستانی: Polskie Stronnictwo Ludowe) که به صورت سنتی حزب دهقانان لهستان نیز نامیده می‌گردد یک حزب دموکرات مسیحی ارضی در لهستان است. این حزب عضوی از حزب مردم اروپا و فراکسیون حزب مردم اروپا در پارلمان اروپا است.